# Казьмежин
Казьмежин (пол. Kaźmierzyn) — село в Польщі, у гміні Ваґанець Александровського повіту Куявсько-Поморського воєводства.
У 1975-1998 роках село належало до Влоцлавського воєводства.